# Lago Soluntach
Il lago Soluntach (in russo озеро Солунтах?) è un lago d'acqua dolce della Russia siberiana orientale nel bacino del fiume Chroma. Situato all'interno del Circolo polare artico, appartiene al bacino del mare della Siberia Orientale. Si trova nell'Allaichovskij ulus della Repubblica Autonoma della Sacha-Jacuzia.

## Descrizione
Il Soluntach si trova nel Bassopiano della Jana e dell'Indigirka. Esteso per 131 km², è il sesto lago della Jakuzia. Le sue misure sono 18 km di lunghezza per 11,5 km di larghezza. Le rive sono basse, la costa leggermente frastagliata e paludosa. Il lago è gelato da metà settembre sino all'inizio di giugno.
Non sono presenti insediamenti nel bacino lacustre.

## Fauna
L'oca granaiola della taiga e l'oca lombardella maggiore nidificano sulle coste del lago.